# G. 팻 콜린스
G. 팻 콜린스(G. Pat Collins, 1895년 12월 16일 ~ 1959년 8월 5일)는 미국의 배우이다. 본명은 조지 퍼시 콜린스(George Percy Collins)다.
뉴욕에서 태어났으며 로스앤젤레스에서 사망하였다. 사인은 질병이다.

## 영화
- 챔프 (1953년)
- 프란시스 커버 더 빅 타운 (1953년)
- 마천루 (1949년)
- 크레이 피전 (1949년)
- 탑 오 더 모닝 (1949년)
- 화이트 히트 (1949년)
- 업 인 센트럴 파크 (1948년)
- 스쿠다 후! 스쿠다 헤이! (1948년)
- 로맨스 온 더 하이 시스 (1948년)
- 네이비 블루스 (1941년)
- 대뉴욕 (1938년)
- 캡틴 헤이트 더 씨 (1934년)
- 하드 투 핸들 (1933년) - 댄스 저지 역
- 지옥의 시장 (1933년)
- 홀드 유어 맨 (1933년)
- 나는 탈옥수 (1932년)
- 서부 전선 이상 없다 (1930년)
- 시련 (1928년)